# Rafael Martínez Barrena
Rafael Martínez Barrena (Madrid, 10 de diciembre de 1983) es un gimnasta español residente en Móstoles que compitió en la disciplina de gimnasia artística. Fue campeón europeo en concurso general (2005) y en suelo (2007). El «Polideportivo Rafa Martínez» de Móstoles fue bautizado en su honor.

## Biografía deportiva
Participó en los Juegos Olímpicos de Atenas 2004, quedando 5° en el concurso completo individual y 10° por equipos. En Atenas, el equipo español lo integraban Rafael, Alejandro Barrenechea, Víctor Cano, Jesús Carballo, Oriol Combarros y Gervasio Deferr. En 2005 fue campeón europeo en el concurso general, siendo el primer gimnasta español que lo lograba tras Joaquín Blume, y ese mismo año fue 4º en la general del Mundial de Melbourne. En 2007 fue campeón de Europa en suelo. Formó parte del equipo español de gimnasia artística para los Juegos Olímpicos de Pekín 2008, quedando en la 11.ª posición por equipos. El equipo español en Pekín estaba integrado por Rafael, Isaac Botella, Manuel Carballo, Gervasio Deferr, Sergio Muñoz e Iván San Miguel.

## Palmarés
- Oro en suelo y bronce en caballo con arcos en el Preolímpico de Atenas 2004.
- Subcampeón de Europa en el concurso general y bronce en suelo en el Europeo de 2004.
- 5º clasificado en el concurso general y 10º por equipos en los Juegos Olímpicos de Atenas 2004.
- 4º clasificado en suelo, 8º en caballo con arcos y 7º en barras paralelas en la American Cup en 2005.
- 5º clasificado en barra fija en la Copa del Mundo de Cottbus en 2005.
- Plata en barra fija y 7º clasificado en suelo en la Copa del Mundo de París-Bercy en 2005.
- Medalla de oro en barra fija, suelo, concurso general individual y por equipos en los Juegos Mediterráneos de 2005 y bronce en paralelas.
- Campeón de Europa en el concurso general en 2005.
- 4º clasificado en la general del Mundial de Melbourne en 2005.
- Campeón de Europa en suelo en 2007.
- 6.º clasificado en el Mundial de 2007 por equipos.
- 6.º clasificado en el Mundial de 2007 en el concurso general.
- Bronce en suelo en el Memorial Joaquín Blume (ese año Copa del Mundo de Barcelona) en 2008.
- 11º clasificado por equipos en los Juegos Olímpicos de Pekín 2008.
- 5º clasificado en barra fija en la Copa del Mundo de Moscú en 2009.
- Bronce por equipos y en paralelas en los Juegos Mediterráneos de Pescara 2009.
- 4º clasificado en barra fija en la Copa del Mundo de París en 2010.
- Bronce en caballo con arcos y plata en barra fija en la Copa del Mundo de Oporto en 2010.
- 7º clasificado en el concurso general del Europeo de Berlín en 2011.
- Bronce en el concurso general en la Copa del Mundo de Glasgow en 2011.
- 10º clasificado en el concurso general del Mundial de Tokio en 2011.
- 7º clasificado en barra fija en la Copa del Mundo de Gante en 2012.

## Premios, reconocimientos y distinciones
- Premio Infanta Doña Cristina al deportista español revelación, otorgado por el CSD y entregado en los Premios Nacionales del Deporte de 2004 (2005)
- Premio Siete Estrellas del Deporte 2004 de la Comunidad de Madrid (2005)
- Medalla al Mérito Gimnástico, otorgada por la Real Federación Española de Gimnasia (2006)[2]

### Otros honores
- El «Polideportivo Rafa Martínez» de Móstoles fue bautizado en su honor en 2015.[3]

## Filmografía

### Publicidad
- Vídeo promocional de la RFEG titulado «El sueño de volar» (imágenes de archivo), dirigido por Carlos Agulló (2015).[4]